# Batalha de Linga
A Batalha de Linga foi um encontro armado travado em 1525, no qual uma frota portuguesa destroçou uma armada do sultão de Bintão (antigo sultão de Malaca) e do sultão de Indragiri, em defesa de um aliado, o sultão de Linga.

## Contexto
Quando em 1511 o governador Afonso de Albuquerque conquistou a grande cidade malaia de Malaca, o sultão Mamude fugiu com a sua Corte e as suas tropas para Bintão, reino insular que ele usurpou. Ali ele construiu uma nova cidade, reuniu em torno de si vários estados da região hostis aos portugueses e continuamente atacava Malaca por terra e por mar.[carece de fontes?]
Revoltado o sultão de Linga contra a suzerania do sultão Mamude, porém, prontamente se aliou aquele aos portugueses e frequentemente se encontravam navios de Linga em Malaca, a comerciar em mantimentos e a adquirir armas.
O sultão Mamude persuadiu o sultão de "Draguim" (Indragiri) seu genro, na ilha de Samatra, a bloquear a cidade de Linga com a sua frota. A ela se juntou a frota do sultão Mamude, comandada pelo seu almirante, regressada ela de um raid falhado a Malaca e, assim, alcançaram as duas frotas conjuntas o número de 160 lancharas.
Já o sultão de Linga havia pedido auxílio aos portugueses e o capitão de Malaca, Jorge de Albuquerque, enviou duas pequenas naus com 80 soldados, comandadas por Baltasar Rodrigues Raposo e Álvaro de Brito.[carece de fontes?]

## A batalha
Os portugueses ancoraram os seus navios por detrás de algumas ilhas "a um tiro de falcão" da ilha de Linga de forma a ocultarem a sua presença à frota inimiga, porém foram detectados por uma embarcação que fazia a vigia. Na manhã seguinte, avistaram os portugueses uma pequena embarcação a sondar as águas em torno das naus, sinal claro de que o confronto estava para próximo e, assim, prepararam-se para a batalha: uniram as duas naus, substituitam as cordas das âncoras por correntes para que não pudessem ser cortadas; prepararam os arcabuzes, canhões e as bombas de pólvora que haviam trazido em abundância; por fim, instalaram paveses e longos tapetes de bambu que cobriam as enxárcias e impediam que elas fossem aferradas pelos ganchos dos inimigos que tentassem abordar.
Um pouco antes do meio-dia, as duas naus portuguesas foram atacadas pela grande frota adversária, que resolutamente avançava dividida em dois esquadrões, de bandeiras arvoradas e com muito ruído dos instrumentos de guerra e dos gritos das tripulações. A grande massa compacta de navios rasos e abertos porém, constituía um alvo ideal para a artilharia portuguesa: 12 navios foram afundados ou avariados pela primeira bordada. Dispararam então os arcabuzes aos gritos de vitória, vitória enquanto os malaios lançavam lanças envenenadas e disparavam a sua artilharia; por fim, ao chegarem à distância de arremesso, foram recebidos com o lançamento de bombas, que lhes destroçou mais 17 embarcações.
A mezena de uma das naus dos portugueses pegou fogo devido a um acidente no manuseio das bombas de pólvora; neste momento crítico, algumas embarcações malaias aferravam a nau pela popa e lograram subir a bordo pelas portinholas dos canhões de cada lado do leme, mas foram abatidos ou obrigados a fugir. Uma salva das peças montadas à ré quebrou o ânimo dos malaios e dispersaram-se então, contra as ordens dos seus comandantes.
Após a batalha, contaram os portugueses 80 navios dos inimigos afundados ou destroçados e estimaram os malaios mortos em 600. Na manhã seguinte, juntou-se-lhes o sultão de Linga em pessoa, que os acompanhou à sua cidade para nela serem celebradas longas festividades.